# Роща (Гомельская область)
Роща (бел. Рошча; до 29 декабря 1962 года — имени Сталина) — посёлок в Липиничском сельсовете Буда-Кошелёвского района Гомельской области Белоруссии.

## География

### Расположение
В 18 км на северо-запад от Буда-Кошелёво, 66 км от Гомеля, 9 км от железнодорожной станции Салтановка (на линии Жлобин — Гомель).

## Транспортная сеть
Транспортные связи по просёлочной, затем автомобильной дороге Жлобин — Гомель. Планировка состоит из короткой улицы, застроенной деревянными домами усадебного типа.

## История
Основан в 1920-х годах переселенцами с соседних деревень на бывших помещичьих землях. В 1929 году жители посёлка вступили в колхоз. В составе колхоза имени В. И. Ленина (центр — деревня Буда Люшевская).
До 16 декабря 2009 года в составе Буда-Люшевского сельсовета.

## Население

### Численность
- 2004 год — 5 хозяйств, 7 жителей.

### Динамика
- 2004 год — 5 хозяйств, 7 жителей.